# シュピールオーパー
- シュピールオーペル

シュピールオーパー（ドイツ語: Spieloper）とは、ジングシュピールから発展した喜劇的なオペラを意味するものだと19世紀には理解されてきた。
このジャンルの典型的な作品には、アルベルト・ロルツィングの『ロシア皇帝と船大工』, 1737年）をはじめとした作品や、オットー・ニコライの『ウィンザーの陽気な女房たち』（1849年）がある。
シュピールオーパー、ジングシュピールとオペラ・ブッファ違いは、前者にはレチタティーヴォの代わりに歌でない台詞が含まれていることである。そのために、コンラディン・クロイツァーの『グラナダの夜営』やフリードリッヒ・フォン・フロトーの『マルタ』はシュピールオーパーには含まれない。
技術的には、シュピールオーパーは喜劇的な筋や軽快な音楽を持ったオペラである。軽い声や喜劇を演じる能力のある歌手たちのために、Spieltenor（Spieltenor/Tenor Buffo参照）やSpielbass（Spielbass/Bassbuffo/Lyric Buffo参照）といった特別な役があった。
また、シュピールオーパーは18世紀後半のフランスのオペラ・コミックにも影響を受けた。シュピールオーパーと「Posse mit Gesang（音楽的間奏を伴うメロドラマ的喜劇）」という演劇形式、あるいはオペレッタとの境目はとくに目立ったものはない。